# 恒星船
恒星船（こうせいせん）とは、恒星間を航行する能力を有する宇宙船の総称で、恒星間宇宙船（こうせいかんうちゅうせん）ともいう。

## 概要
一口に恒星間を航行する方法と言ってもその方法は様々である。
有人宇宙船の場合は、太陽系に最も近い恒星(プロキシマ・ケンタウリ)でさえ4光年あまり離れている以上、長期にわたる航行が必然であり快適な居住スペースが必須である。重力の無いもしくは弱い環境下に人間が長時間おかれると、生体機能に支障をきたす他、寿命の問題や精神衛生面の問題もあり、これらの問題をクリアするためには現代の科学では実現不可能な高いハードルが複数存在している。
無人の恒星間宇宙船の場合は機械部品の磨耗や化学的・電気的な劣化による時間的制約があるため、太陽系外縁部到達に数十年という現在の技術レベルでは低速に過ぎる。
現在の物理学の制限を脱し、エネルギー保存則や運動量保存則、光速を破ることで上記の問題を解決する方法（超光速航法）も想像されており、サイエンス・フィクションの世界でよく使われることがあるが、これらは「物語を因果律を超えて成立させるための無理」であり、いずれも既知の物理学の領域外である。

## 方法
恒星船には有人か無人かという分類と、超光速か否かという分類がある。
有人・無人の問題は恒星船に大きな違いをもたらすが、無人の場合なら運行に致命的な支障となる機械的なトラブルも、十分な技術力を持つ乗員がいる有人恒星船の場合であれば修復が可能であるため、致命的なものとはならない。しかし機械的な故障の問題は、基本設計的な部分の技術力によって克服されることが望ましく、現在の工学的な故障も将来的には克服される可能性もあるため、ロボット工学の発達で自動で修理するような無人恒星船が現れれば、低速で航行することが可能となる。
ここでは主に有人恒星船をとりあげる。なお、無人恒星船の可能性及び問題点に関してはSFながら、ジェイムズ・P・ホーガンの「造物主（ライフメーカー）の掟」冒頭の描写が興味深い。

### 低速恒星船
寿命が限られている上、重力が無ければ生理機能に悪影響を受けるという脆弱性をそのままに、人間を低速で航行する有人恒星船に乗せて宇宙を旅行させる場合に、もっとも大きな障害となるのは時間である。
太陽系に最も近い星系にあるケンタウルス座アルファ星までは、地球の惑星軌道から直接太陽系外に脱出することのできる第三宇宙速度で77200年余りかかるため容易に行き交うことは難しい。光速に限りなく近い亜光速航行ですら数年の歳月を要する事を考えれば、その間乗員が快適に生活出来る方法を考えなければ、恒星間航行は不可能である。

#### 冷凍・冬眠
人間を恒星船に乗せて飛ばす場合、その人間の扱いに関して様々な方法がある。現在の科学で、比較的実現へのハードルが低いとされているのは、人体を冷凍し、限りなく無人恒星船に近付けて打ち上げる方法である。この方法は冬眠船とも呼ばれる。
これには倫理的な問題もさる事ながら、安全性の確保に問題がある。たとえ冷凍したとしても、宇宙空間の素粒子や放射線は無遠慮に宇宙船を貫通して行き、衝突の際にはエネルギーを発生させる。この過程で凍結された人体は部分解凍と再凍結を繰り返し、また衝突した時のエネルギーは有機分子を変性させる可能性もあるため、人体を構成する分子構造が破壊される危険性がある。生命活動を行っている状態なら、少々の破壊は自己治癒するが、凍結されている場合は破壊される一方であるため、この問題はより顕著となる。
そのため、できるだけ短い期間で目的地に到着させることで被曝量を減らすか、何らかのシールドで凍結した人体を確実に保護する必要があるが、化学ロケットでは速度に問題があり、より技術的な進歩を待たなければならない。
また凍結に至らず一定温度に冷却しながら人工的な冬眠状態＝コールドスリープによって代謝量を極端に下げ老化を防ぎ寿命を延長しようというアプローチも存在する。2010年代において短期間であれば実用化の目途も立っている。ただしこちらは人間の生存に必要な資源を必要最小限にしようというアプローチであり、冬眠中は緩やかであるにせよ代謝を行っているので無制限に寿命を延長できるわけでもない。そのため、恒星間航行に適用するためにはより強力な推進機関の開発も必要となっている。

#### 遺伝子搬船
『断絶への航海』や『遥かなる地球の歌』、『2001夜物語』、『ビブリオテーク・リヴ』等で言及されており、方法論的には2種類が想定され、活動している人間がいない点が冷凍方式と共通する。
- 遺伝子データのみを搬送し必要時にのみ有機体として再生する方法。
- 凍結精子及び卵もしくは凍結受精卵を搬送し、想定される目的地到着期間を前倒しで解凍受精させる方法。

しかし、冬眠船と同様の倫理上の問題、宇宙船外的素粒子による被爆問題以上に、有機化技術、凍結解除（受精）後もしくは有機化再生後に使用する教育用AIの開発もしくは、遺伝子データを採取した人物のオリジナルの記憶を複製する技術、宇宙船のアクシデントを自動対処する修復システムの構築など技術的に克服しなければならない問題が多い。

#### 世代交代
凍結なら単世代で他の恒星系へ移動可能となる訳だが、これとは別のアプローチとして、種族として低速恒星船に乗り込み、世代交代を繰り返しながら他の恒星系に到達する方法がある。この方法は世代宇宙船とも呼ばれる。
SF作品としては、ロバート・A・ハインラインのSF小説『宇宙の孤児』に登場している。またアイザック・アシモフの『ネメシス』には「宇宙コロニーとして既に機能していた宇宙国家そのものを他恒星系に飛ばす」というアイデアが登場しているが、こちらは超光速航法で1世代未満にて架空の太陽系近隣恒星系に到達しているため、世代宇宙船ではない。
これは航行期間にもよるが、到達時に目的を果たせる乗員が存在している必要性から、近親交配に陥らずに種族を維持できるのに十分な人数や、それらを教育出来る機能、更にはそれらの人員が生活できるだけの食糧や水・酸素を生産・消費可能なリサイクルを続けるために、循環する生物的な環境が必須となる。また居住スペースは人体活動を維持できる十分な重力がある必要がある。これらの必然性から、遠心力で擬似的な重力を作るためにも、宇宙コロニー程度の居住スペースや食糧生産能力が必要になり、以下の諸問題が考えられる。
- 人員の数がスペースコロニー程度になるため、完全に孤立した社会の規模も小規模な都市国家程度となることが予測される。この場合は、独力で航行する以上、政治や経済も独自の形態を維持する必要があると考えることができる。「宇宙の孤児」では、遥かな昔に船内で大規模な暴動が発生、船の運航に必要な人員を教育できなくなり、文明は技術を含め急激に後退、中世さながらの後退した社会で、独自の文化・価値観が迷信となって混乱を招いている様が描写されている。「ネメシス」では、強烈なカリスマ性を持つ指導者が人心を束ねる様子が描かれており、世代宇宙船では無いものの、開拓に十分な人員をもっていることから、到着後にすぐさま恒星系宇宙域の開発を行っている。

- 非常に巨大な居住スペースを持つ宇宙船を必要とするため、それを駆動する強力なエンジンも必要となり、更にはそのエンジンを働かせるための十分な動力源を必要とする。こうなると、化学ロケットのようなエンジンでは航続距離が足りなくなるため、原子力ロケットや核融合ロケットなどの、継続的かつ強力な推進が可能なロケットエンジンの開発が不可欠になる。

もし、慣性や遠心力に頼らない人工重力を船内に発生させる「人工重力場発生装置」なるものが発明されたなら、居住スペースはもっとコンパクトに出来るだろうが、そのような装置が作れるのであれば、むしろそれは「上も下も無い宇宙空間で、無限に一定方向に落下し続ける」（言い替えるなら「亜光速にまで加速する」）事が可能であろうから、推進エンジンに利用されると思われる。そのアイディアはジェイムズ・P・ホーガンの『巨人たちの星』シリーズで採用されている。

#### 人体改造
遺伝子工学やサイボーグ技術の発展に伴いSFにて用いられるようになったアプローチ。惑星内で生きることを前提とした人類をそのまま恒星船で送り出すのではなく、遺伝子レベルでの人体改造や機械による身体機能の補助や強化を行い、宇宙環境での長期航海に適応した形にすることで、宇宙船に必要な要求スペックをいくらか下げることが出来るとされている。現状では技術的ハードルが高く、倫理的問題もありSFの域を出ない。この種の話題を扱った先駆的な作品としては、幾世代にも及ぶ婚姻関係で長寿を獲得した一族（長命種）がそれ以外の人類（短命種）との対立を回避するために恒星船に乗り込む『メトセラの子ら』（ロバート・A・ハインライン1941-1958発表）がある。

### 亜光速恒星船
仮に年単位で1Gの加速が可能な宇宙船が存在したならば、その恒星船の速度はSFでは亜光速と言われる速度に達し、目的地への到着時間を短縮できる。また、相対論による時間の遅れにより船内の時間は遅く流れるので、光速で100年かかる距離であっても、船内時間で1年で目的地に到達することも理論上は可能である。しかし船外の時間は100年以上経っているため、出発地に残してきた家族や友人と生きて再会することはできない。
加速を続ける方法に関しては、様々な可能性が示唆されている。

#### バザード・ラムジェット

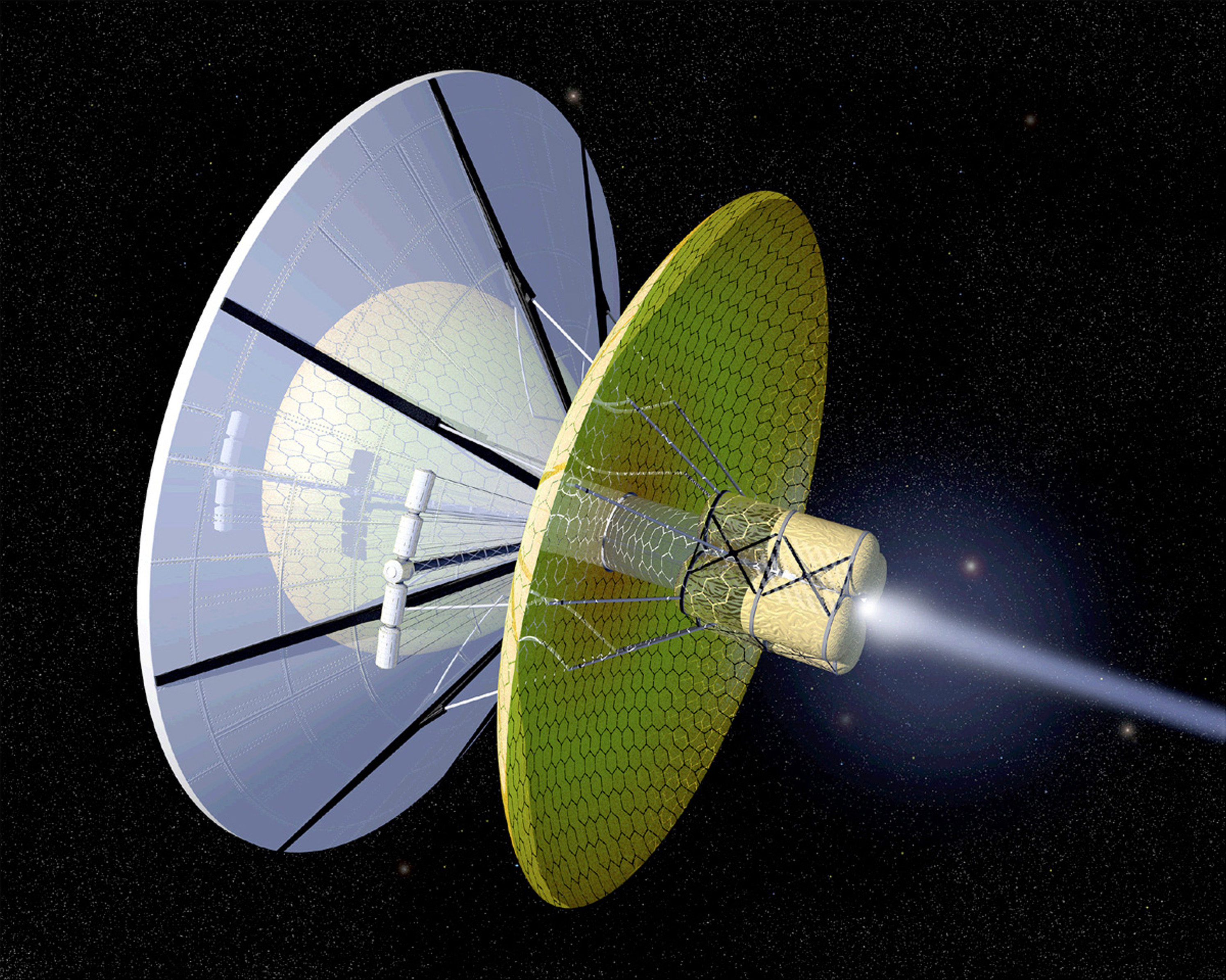
バサード・ラムジェットを利用した宇宙船（想像図）

宇宙空間には1 m3当たり数個程度の水素分子があり、これ以外にも様々な塵や破片が存在するなど、完全な真空では無いため、空間中に散在している水素分子を主とする星間物質を強力な磁場によってかき集めて燃料（推進剤）にする、という、バサード・ラムジェット（en:Bussard ramjet、恒星間ラムジェットとも）が提唱されている。ラムジェットエンジンが、空気との相対速度によって作動することになぞらえている。理論上、作動させられる速度までの加速に必要な燃料があれば作動原理上燃料は十分である。
ラムスクープと呼ばれる収集用の磁場を発生させる枠は、水素分子だけを捉え質量の大きな微小天体は素通りさせてしまうザルのようなものが想定されていて、宇宙船本体はザルの中心にぶら下がる構造となる。
このシステムの問題は星間物質を集めるための磁場の直径が惑星なみの大きさになる事、ラムスクープを形成するためのエネルギー、そして磁場が船内の機器や人体に与える影響である。星間水素密度が見積もりより遥かに薄く、1970年代には現実的に不可能であることがわかっている。

##### マグネティックセイル
バサード・ラムジェットに関連した考えとして、加速と同規模のエネルギーを必要とする"減速"のため、同様に巨大な磁場を展開して、星間物質の抵抗を宇宙船のブレーキとして利用しようというアイデアも提案されている。

#### 重力加速
既存の天体の引力を利用して船の運動を変化させるスイングバイと呼ばれる方法を用いて、化学ロケットで得られるよりもはるかに早く加速する事が可能である。実際にこの方法を用いるためには、
1. 適切な天体がスイングバイに利用できる位置に存在すること。
2. 天体の運行を精密に予測でき、その予測の上に、スイングバイに用いるべき進路を正確に計算できること。
3. 計算結果にしたがって正確に航行できること。

が必要となる。

### 超光速恒星船

#### 亜空間航行・超空間跳躍
俗に言う「テレポーテーション」である。現代科学でも、物質ストリームによるテレポーテーション現象は確認されている。エンタングルメントという状態にある原子構造が、未解明の相互作用によって片方の変化がもう片方に影響する現象であり、人間がパッと消えてパッと現れるというものではなく、原子レベルで同じ構造体が変化を同じくするという現象である。この現象は生前のアルバート・アインシュタインが光子で確認し「spooky（オバケみたい）だ」と評したとされる。
これを非常に莫大な確率の問題を解決して行けば、やがては送受信関係にある転送装置間で原子レベルに分解・再構築する事も可能になるかも知れないが、同じ方法で宇宙船を何も無い遥か先の天体近くで再構成させるのは、確実に原子の流れをコントロール出来ない事には無理だと考えられる。
上記のような不確実な量子テレポーテーションが恒星間航行に使用されるとは考えにくく、一方の空間を操作する方法に至っては、数学的モデル上では亜空間や異次元は存在するものの、物理現象として空間の歪みや穴を発見した事例は無く、これらを移動に利用できるかは未知数である。
一般的にブラックホールとホワイトホールやワームホールはSFファンには馴染みがあるものだが、ブラックホールは物質を吸い込む際に素粒子レベルまで分解してしまうし、数学モデル上で存在が指摘されているホワイトホールにおいて分解された素粒子が再構築されて吐き出されるとは考えられていない。ワームホールも同様である。
このような航法では、時空間的な特異現象を利用するか、その特異現象を人工的に起こす必要があるが前者はそのような現象が起きている場所まで到達しなければならず、後者に至っては、天体が発生させるような超高エネルギーを必要とする。

### 恒星エンジン
恒星エンジンとは、「宇宙船を用いて人類が太陽系を脱出する」上記の方法とは全く異なり、「太陽系その物を移動させる」事により他の恒星系を目指すアイデアである。
具体的には、太陽が放出するエネルギーを利用して巨大な推進力を発生させ、太陽自体を天球上で移動させることにより、太陽系を構成する全ての惑星や小天体も太陽の重力に引かれる形で天球上を移動していくというもので、この方法を用いる場合、人類は地球に居住したまま他の恒星系を目指すことが可能となるため、一般的な恒星船が内包する乗組員の生命維持の問題はひとまず回避されることになる。
太陽系は天の川銀河内を約2億3000万年という極めて長い時間を掛けて公転しているが、これ程長い時間軸になると、公転軌道上で超新星爆発やそれに伴うガンマ線バースト、ブラックホールなどの太陽系にとって破局的な事象や巨大天体と遭遇する可能性も予測される。恒星エンジンは元々はこうした事象から太陽系全体を回避する為に考案されたもので、古くはソ連中央航空流体力学研究所のレオニード・シュカドフにより1987年に提案された、太陽を半分程度被う半球型の超巨大太陽帆を構築することで、太陽が放射する太陽風の半分程度を受動的に推力に転換するシュカドフ・スラスターが著名であった。シュカドフ・スラスターはダイソン球を構築可能な恒星文明であれば十分に実現可能なアイデアであるとされており、シュカドフ・スラスターはクラスAの恒星エンジン、ダイソン球はクラスBの恒星エンジン(ただし、ダイソン球自体は推力は発生させないが)と分類されるようになった。
しかし、シュカドフ・スラスターは太陽風から転換された推力が太陽系惑星を破壊してしまうことを防ぐため、太陽の自転軸の両極側にしか配置することが出来ず、太陽系を自転軸の平行方向にしか動かすことが出来ない上に、太陽系全体が20メートル毎秒の速度を得るには100万年、20キロメートル毎秒の速度まで加速するには10億年を要するという加速力の鈍さも欠点として指摘された。こうした欠点を克服するために、ダイソン球からもエネルギーを得る形でより能動的に推力を発生させるクラスCの恒星エンジンの可能性が模索されるようになり、2019年には教育用YouTubeチャンネルのKurzgesagt - In a Nutshellから依頼を受ける形で、イリノイ州立大学のマシュー・E・カプランにより、太陽風とダイソン球からのエネルギー供給により稼働する巨大なバザード・ラムジェットを用いて、500万年で太陽系全体に200キロメートル毎秒の推力を与えられるカプラン・スラスターが考案された。

## 動力源
現在、恒星間航行を可能にする宇宙船の動力となる高エネルギー源として、もっとも有望視されているのは反物質である。加速器によって生成した反粒子を十分に冷却した状態で反応させる事により、安定した反物質が生成できる事が確認されており、これを安全に保存できるなら、将来的なエネルギー源として利用できる可能性がある。ただし、現代の技術水準では1gの反物質を製造するには巨大な加速器を100億年にわたって稼働させる必要がある。
ダイソン球と呼ばれる、恒星を巨大な人工構造物で覆って、恒星から発生するエネルギーを利用する超巨大な構造物のアイデアがあるが、これを利用して恒星の発するエネルギーをすべて反物質製造に費すなら、数年～数十年程度で恒星間航行に必要な動力が得られるという計算がある。そこまで大掛かりな装置で無くとも、公転軌道上に直径750m程の大きな粒子加速器付きの人工惑星(太陽に顔を向けた、巨大なアサガオの花のような形をしたもの)を200個設置すれば、約20年程で恒星間航行が可能になるのに十分な反物質20トンが蓄えられるという。
しかしながら、宇宙エレベーターや軌道上の工場衛星なども実用化されていない現在の技術水準では、直径750mの人工惑星200個を太陽の公転軌道に乗せることも非常に難しいのが現状である。